# Nodeland
Nodeland este o localitate din comuna Songdalen, provincia Vest-Agder, Norvegia, cu o suprafață de 1,27 km² și o populație de 2.106 locuitori (2013).